# Parides iphidamas
Parides iphidamas is een vlinder uit de familie van de pages (Papilionidae). De wetenschappelijke naam werd gepubliceerd in 1793 door Johann Christian Fabricius.

## Kenmerken
De vlinder heeft zwarte vleugels met rode stippen. De achtervleugels van het mannetje hebben een omgevouwen binnenrand, waarin witte, draadachtige geurschubben liggen. Op de voorvleugels bevinden zich rode en soms groene vlekken.

## Verspreiding en leefgebied
De vlinder komt voor van Mexico tot in Peru in bosachtige gebieden.

## Waardplanten
De waardplanten zijn Aristolochia-soorten.  